# 国際連合安全保障理事会決議206
国際連合安全保障理事会決議206（こくさいれんごうあんぜんほしょうりじかいけつぎ206、英: United Nations Security Council Resolution 206）は、1965年6月15日に国際連合安全保障理事会で採択された決議である。キプロス問題に関係する。
安保理は、キプロス問題に関する過去の決議を再確認し、国際連合キプロス平和維持軍の活動期限を1965年12月26日まで6ヶ月延長した。
また、すべての加盟国に対して決議の遵守を要請し、直接的な当事国に対して引き続き最大限の自制を持って行動し、国際連合キプロス平和維持軍に全面的に協力するように要求した。